# Antonio Santacroce
Antonio Santacroce (né en 1598  à Rome, alors capitale des États pontificaux et mort à dans la même ville le 25 novembre 1641) est un cardinal italien du XVIIe siècle. 
Il est un neveu du cardinal Prospero Santacroce (1565), l'oncle du cardinal Marcello Santacroce (1652) et le grand-oncle du cardinal Andrea Santacroce (1699).

## Biographie
Antonio Santacroce étudie à Rome. Il est vice-légat apostolique à Viterbe et référendaire au tribunal suprême de la Signature apostolique. 
En 1625, il est gouverneur des provinces de Campagne et Maritime. Il accompagne la même année Francesco Barberini, légat a latere en France. Il est nommé archevêque titulaire de Séleucie-en-Isaurie (de) et est consacré le 21 mars 1627 par le cardinal Tiberio Muti avec comme co-consécrateurs Erasmo Paravicini (it) et Francesco Cavaliere. Il est envoyé comme nonce apostolique en Pologne en 1627.
Il est créé cardinal par le pape Urbain III lors du consistoire du 19 novembre 1629. 
Le cardinal Santacroce est légat apostolique à Bologne en 1631-1634. Il est transféré à l'archidiocèse de Chieti en 1631 et à l'archidiocèse d'Urbino en 1636. 

## Succession apostolique
Antonio Santacroce a ordonné les évêques suivants :
- Évêque Dionisio Tomacelli, O.Carm. (1631)
- Évêque Ottavio Asinari, B. (1634)
- Évêque Alexander Sokołowski (pl) (1636)
- Évêque Michael Chumer (en), O.F.M. (1640)
- Évêque Raffaele Pizzorno, O.M. (1640)
- Évêque Giovanni Lucas Moncalvi (1640)